# Poppenhausen (Heldburg)
Poppenhausen – dzielnica miasta Heldburg w Niemczech, w kraju związkowym Turyngia, w powiecie Hildburghausen. Do 31 grudnia 2018 część gminy (Ortsteil) Hellingen.  

## Położenie
Poppenhausen znajduje się w Kraju Heldburskim przy drodze powiatowej 502, przy granicy między Turyngią i Bawarią, w najbardziej na południe wysuniętym skrawku Turyngii. Jest to teren pagórkowaty, gęsto zalesiony.

## Historia
Pierwsza wzmianka o wsi pochodzi z 21 grudnia 1184
Poppenhausen zostało oddane w zastaw 1340 panom von Hohenstein. Od roku 1516 wieś miała swojego stałego proboszcza, od roku 1599 pierwszego nauczyciela. W roku 1626 miejscowość przeżyła epidemię cholery. .
W lesie przy drodze z Poppenhausen do Einöd wzniesiono w latach 1966/1967 tuż przy granicy między RFN i NRD pomnik ku czci powieszonych w tym miejscu dziewiętnastu polskich więźniów z Buchenwaldu i jednego polskiego robotnika. Egzekucja odbyła się 11 maja 1942 i stanowiła odwet za zabicie w tym miejscu przez Polaków: Jana Sowkę i Mikołaja Stadnika Niemca – Oberwachtmeistera Albina Gottwalta, który poprzednio ich obu pobił do nieprzytomności w dniu 26 kwietnia 1942. Więcej o tym na oddzielnej stronie Egzekucja więźniów KL Buchenwald w Poppenhausen.

## Bibliografia

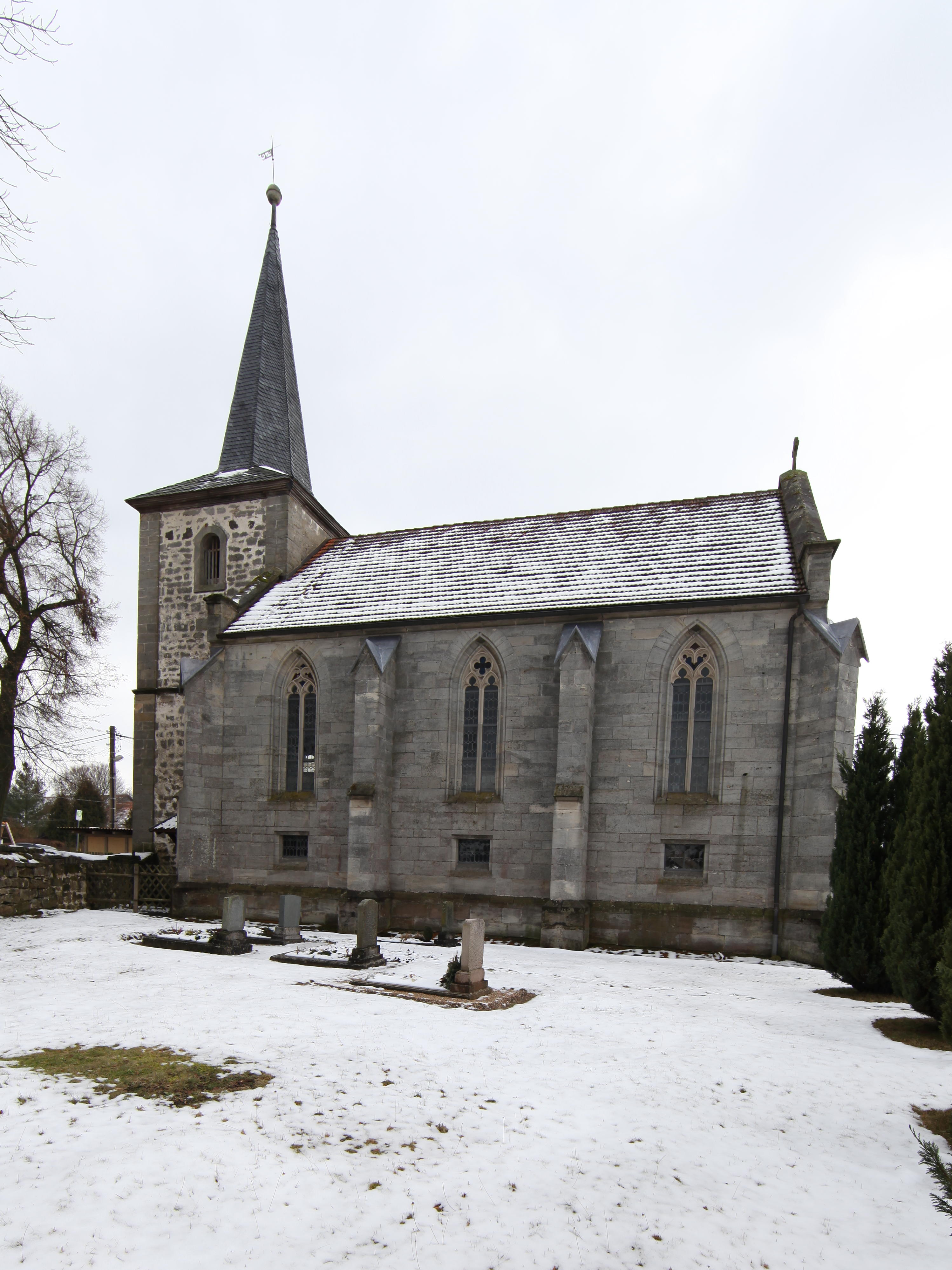
Kościół ewangelicki
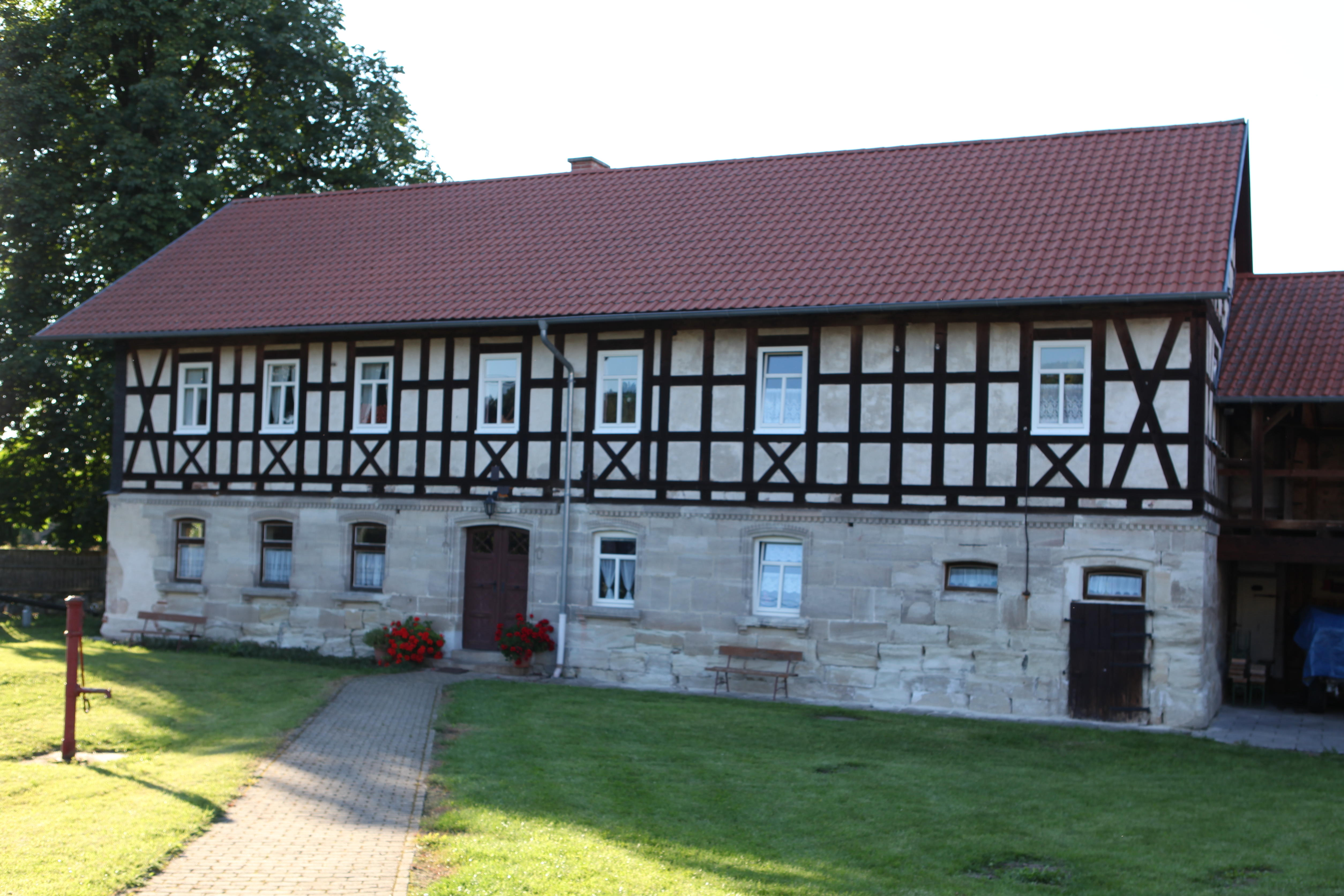
Dom parafialny
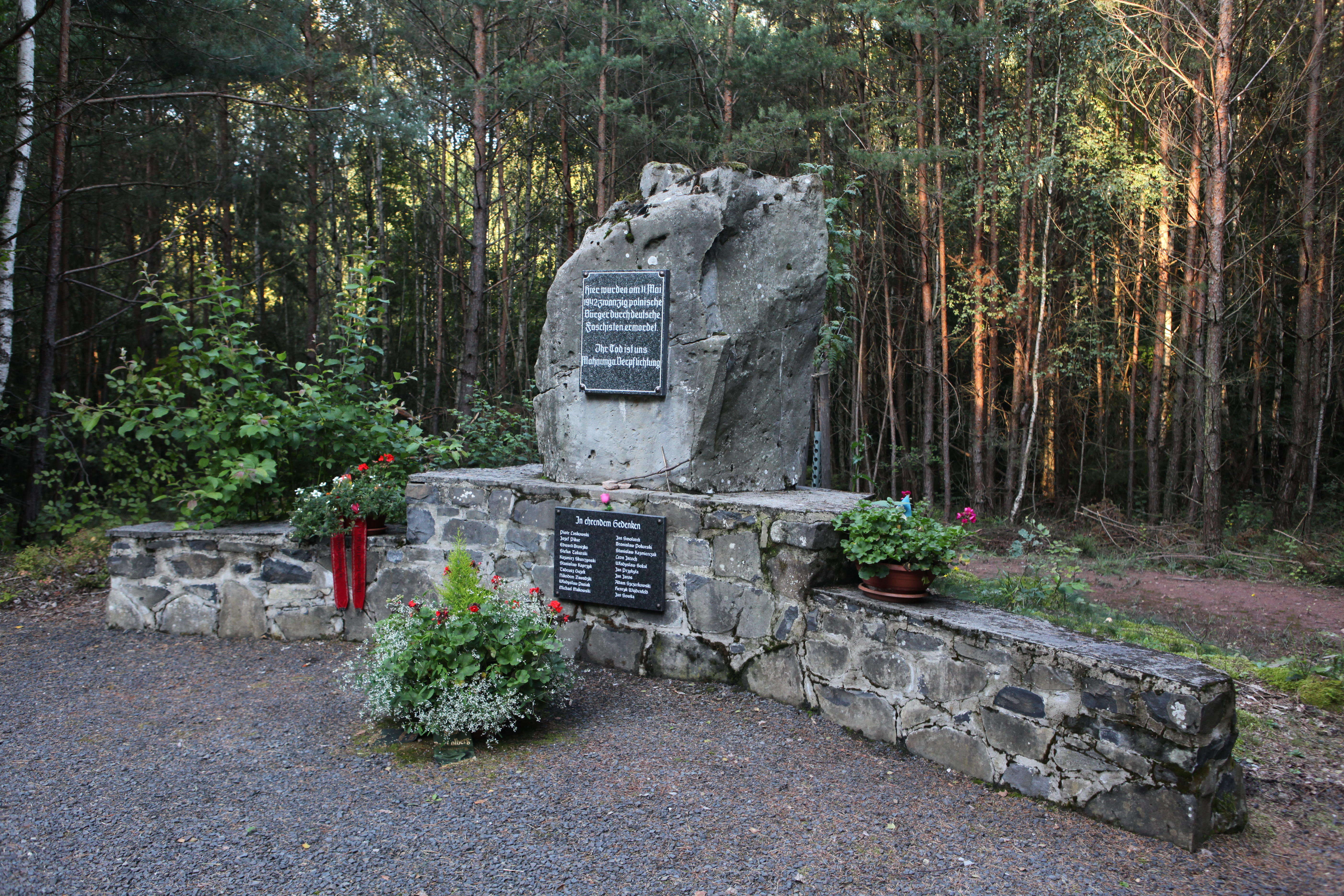
Pomnik w miejscu kaźni